# مورمين
مورمين هي بلدة في مقاطعة آلتين ساي في ولاية صرخنداريا في أوزبكستان.